# Winnie (Texas)
Winnie es un lugar designado por el censo ubicado en el condado de Chambers en el estado estadounidense de Texas. En el Censo de 2010 tenía una población de 3254 habitantes y una densidad poblacional de 317,59 personas por km².

## Geografía
Winnie se encuentra ubicado en las coordenadas 29°49′0″N 94°22′50″O / 29.81667, -94.38056. Según la Oficina del Censo de los Estados Unidos, Winnie tiene una superficie total de 10.25 km², de la cual 10.25 km² corresponden a tierra firme y (0%) 0 km² es agua.

## Demografía
Según el censo de 2010, había 3254 personas residiendo en Winnie. La densidad de población era de 317,59 hab./km². De los 3254 habitantes, Winnie estaba compuesto por el 81.28% blancos, el 3.35% eran afroamericanos, el 0.77% eran amerindios, el 0.4% eran asiáticos, el 0.22% eran isleños del Pacífico, el 11.65% eran de otras razas y el 2.34% pertenecían a dos o más razas. Del total de la población el 23.02% eran hispanos o latinos de cualquier raza.